# Sierra Nevada (Vereinigte Staaten)
Die Sierra Nevada (spanisch für „verschneiter Gebirgszug“) ist ein Hochgebirge im Westen der Vereinigten Staaten, hauptsächlich im US-Bundesstaat Kalifornien. Der höchste Berg der Sierra Nevada, der 4421 Meter hohe Mount Whitney, ist der höchste Gipfel im kontinentalen Teil der USA ohne Alaska.

## Geographie

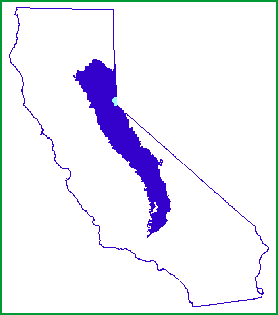
Lage der Sierra Nevada innerhalb Kaliforniens

Die Sierra Nevada gehört zu den drei Gebirgszügen, die im Westen der USA von Nord nach Süd parallel zur Pazifikküste verlaufen. Der rund 760 km lange Gebirgszug erstreckt sich vom Fredonyer Pass im Norden bis zu den Tehachapi Mountains im Süden. Das Gebirge befindet sich überwiegend auf dem Gebiet des US-Bundesstaats Kalifornien, nur ein kleiner Teil, die Carson Range östlich des Lake Tahoe, befindet sich auf dem Gebiet des Bundesstaats Nevada.
Der Gebirgszug bildet die südliche Fortsetzung der Kaskadenkette und gehört mit zu den nordamerikanischen Kordilleren. Zu den östlich verlaufenden Rocky Mountains ist die Sierra Nevada durch das Große Becken getrennt, zwischen der Sierra Nevada und dem kalifornischen Küstengebirge verläuft das zu weiten Teilen nur etwa 30 m über dem Meer liegende kalifornische Längstal.
Im Gegensatz zum Kaskadengebirge, das in mehrere Gebirgsketten unterteilt wird und markante Vulkangipfel besitzt, bildet die Sierra Nevada einen einzelnen Gebirgszug. Mit einer Länge von 640 km und einer Breite von 80 bis 130 km gilt sie als längster und höchster Gebirgszug der USA. Von Westen steigt das Gebirge sanft auf, während es im Osten entlang der kalifornischen Ostgrenze mit einem der steilsten Felsabbrüche der Welt zum Großen Becken abfällt.
Im Norden ist die Sierra Nevada über 2700 m hoch, der mittlere Teil erreicht eine Höhe von fast 4000 m und ihr höchster Punkt ist der Mount Whitney im südlichen Teil. Die Hochgebirgszone oberhalb 2500 m wird als High Sierra bezeichnet und erstreckt sich als über 300 km langer und etwa 30 km breiter Streifen vom Pyramid Peak am Lake Tahoe bis zum Cottonwood Pass. Um den Mount Whitney liegen 12 weitere Gipfel mit einer Höhe über 4200 m, von denen einige sich steil drei Kilometer hoch über dem Großen Becken im Osten erheben.
Südlich des Mount Whitney wird das Gebirge rasch niedriger und erreicht am Lake Isabella nur noch eine Höhe von 3000 m.

### Wichtige Gipfel
- Mount Whitney, 4421 m
- Mount Williamson, 4390 m
- North Palisade, 4341 m
- Mount Muir, 4272 m
- Mount Humphreys, 4265 m
- Mount Keith, 4262 m
- Red Slate Mountain, 4013 m
- Mount Ritter, 4010 m
- Mount Lyell, 3999 m
- Mount Dana, 3981 m
- Cathedral Peak, 3326 m
- Half Dome, 2693 m
- El Capitan, 2307 m

## Geologie
Bis vor etwa 130 Millionen Jahren war das Gebiet der heutigen Sierra Nevada von Meer bedeckt. Die Bildung der Sierra Nevada begann in der Trias. In dieser Zeit kollidierte als Folge der Kontinentaldrift ein Inselbogen mit der westamerikanischen Küste und setzte eine Gebirgsbildung in Gang, wobei metamorphe Gesteine entstanden, die heute den wesentlichen Bestandteil der Sierra Nevada bilden.
Durch das Aufeinanderprallen der Pazifischen auf die Nordamerikanische Platte während des Mesozoikums vor etwa 250 Mio. Jahren drangen aufgeschmolzene Gesteinsmassen weit in die oberen, aus marinen Sedimenten bestehenden Schichten ein und erstarrten als Batholithe zu Granit. Vor etwa 80 Mio. Jahren begann der Batholith sich zu heben. Die auf dem Granitgestein abgelagerten Meeressedimente wurden dabei teilweise abgetragen und lagerten sich in Tälern ab. Das in den Sedimenten enthaltene Gold bildete die Grundlage für den 1849er Goldrausch. Die Anhebung des Batholiths war im Osten am stärksten. Der große Abbruch am Ostrand der Sierra Nevada bildet eine der beeindruckendsten geomorphologischen Erscheinungen der Welt, eine über drei Kilometer hohe Wand, die in einem Block vor allem durch Hebung entlang eines Grabens der Erdkruste entstanden ist. In seiner heutigen Gestalt ist die Sierra Nevada ein junges Gebirge, vor etwa 25 bis vor 2 Millionen Jahren wurde es im Tertiär emporgehoben.
Ihre heutige Gestalt erhielt die Bergkette durch Verwitterung und Erosion. Nach Westen abfließende Flüsse fraßen tiefe Täler in das Gestein. Während des Pleistozäns gab es mindestens drei Eiszeiten in der Sierra Nevada, zwischen denen längere Warmperioden lagen. Im Unterschied zu der Vergletscherung, die weite Teile Nordamerikas bedeckte, war die Vergletscherung der Sierra Nevada uneinheitlich. Einige Gebiete waren gar nicht, im nördlichen Teil waren nur die höheren Gipfel vergletschert. Das Gebiet südlich des Donnerpasses bis zum oberen Kern River war von zahlreichen, sich nach Osten und Westen erstreckenden Gletschern bedeckt.
Die Gletscher rissen Gestein aus den Bergflanken und formten die V-förmigen Flusstäler in U-förmige Trogtäler um. Bäche, die sich während der Vergletscherung auf Eis ergossen, stürzen nach dem Rückgang der Gletscher als Wasserfälle zu Tal. Auf diese Weise wurden das Yosemite-Tal und die Flusstäler des San Joaquin, Kings, Kaweah und Kern River geformt. Als die letzte Eiszeit vor etwa 10.000 Jahren endete, waren die Gletscher geschmolzen und hinterließen Endmoränen und Tausende von Bergseen.
Die größten Seen im Gebiet der Sierra Nevada sind der Lake Tahoe und der Mono Lake.
Die etwa 60 Gletscher, die die Gipfel des Mount Lyell, der Palisades und anderer Berge der High Sierra bedecken, sind keine Überreste der eiszeitlichen Gletscher, sondern bis zu zwei Kilometer lange Hängegletscher, die während einer kühleren Epoche vor etwa 4000 Jahren entstanden.

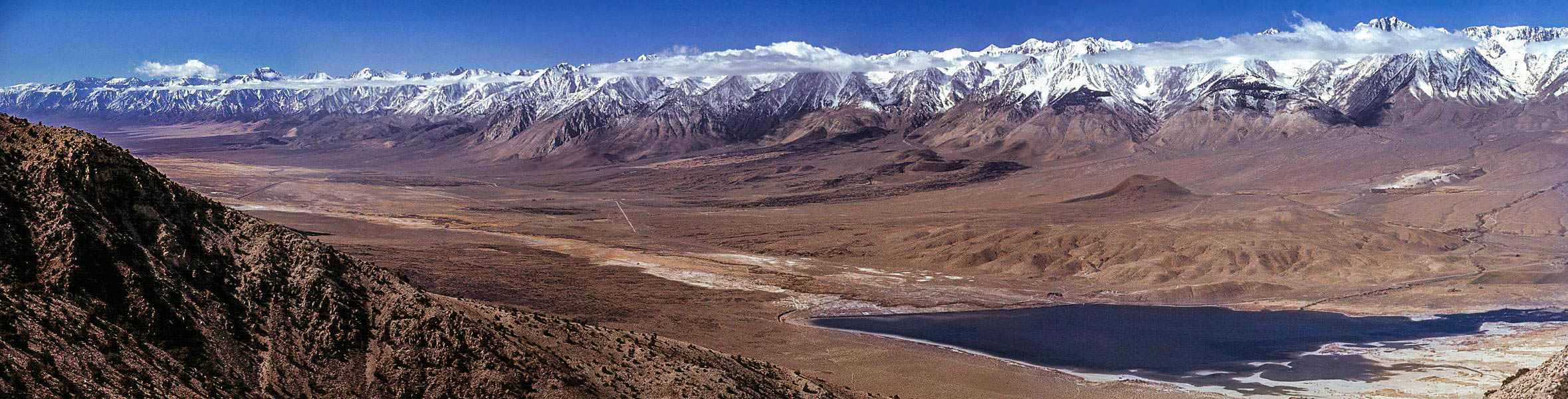
Das Owens Valley; im Hintergrund die Gebirgskette der Sierra Nevada (also deren Ostseite)

## Klima
Die Sierra Nevada fungiert als gewaltige Wetterscheide, die den vom Pazifik kommenden westlichen Winden fast alle Feuchtigkeit abnimmt. Das Klima der Bergkette selbst variiert von heißem Wüstenklima am östlichen Fuß der Berge bis zu arktisch-alpinem Klima auf den Gipfeln.
Durch die Hochdruckgebiete vor der Küste wird die Westseite der Bergkette bis 2100 m Höhe von einem maritimen Klima mit kühlen bis warmen Sommern sowie warmen und feuchten Wintern bestimmt. Der maritime Einfluss wird mit zunehmender Entfernung zum Ozean geringer. Der meiste Niederschlag fällt zwischen Oktober und April, im Sommer wird der Gebirgskamm jedoch häufig von Gewittern getroffen. Der Niederschlag reicht von weniger als 250 mm jährlich am South Fork des Kern River bis über 2000 mm in den Bergen um den North Fork des Feather River. Die Menge des Niederschlags nimmt von Nord nach Süd ab. Obwohl der Hauptkamm im Süden mehr als zweimal so hoch wie im Norden ist, beträgt die Niederschlagsmenge im Süden nur die Hälfte der Menge im Norden der Bergkette.
Auf der Westseite fällt in den höheren Lagen ab 1500 m der meiste Niederschlag als Schnee, in den niederen Lagen als Regen. In den tiefsten Lagen, an den Ausläufern zum Kalifornischen Längstal, ist Schnee extrem selten und kann jahrzehntelang nicht fallen. Mit ansteigender Höhe steigt auch die Menge und Häufigkeit. In den höchsten Lagen ist der Niederschlag etwas reduziert, denn sie liegen oberhalb der maximalen Höhe der vom Pazifik kommenden feuchten Luftmassen.
Die Sierra Nevada gehört weltweit mit zu den Regionen mit dem höchsten Schneefall. Am 4. Januar 1982 fielen am Echo Summit 1,7 m Neuschnee, die zweithöchste Menge, die je in den USA gemessen wurde. 1982 fielen in einem Schneesturm am Donnerpass 4,7 m Schnee, ebenfalls die zweithöchste je in den USA gemessene Höhe. Im Januar 1991 fielen bei Tamarack innerhalb eines Monats 9,90 m, im Winter 1906/07 über 22 m Neuschnee.
Die Sommertemperaturmittel bewegen sich zwischen 5,5 und 15,5 °C. Boreales Klima mit Durchschnittswerten im kältesten Monat unter −2 °C und starkem Schneefall dominiert die Hochlagen der Sierra Nevada. An der Baumgrenze auf 3000 m fallen Frühling, Sommer und Herbst in den Zeitraum von Mitte Juli bis Mitte September, trotzdem kann es in jeder Nacht auf dieser Höhe Frost geben.
Die Regionen auf der Ostseite, die durch die Bergkette vom Ozean getrennt sind, erfahren ein eher kontinentales Klima mit warmen Sommern, kalten Wintern, größeren täglichen und jahreszeitlichen Temperaturschwankungen und einer geringeren Feuchtigkeit. Im Winter fällt der Niederschlag ab einer Höhe von 1200 m meist als Schnee, aber nur in geringen Mengen.
Die Sierra Nevada ist der wichtigste Wasserlieferant Kaliforniens. Der winterliche Schneefall ist die Quelle für die Wasserversorgung des Kalifornischen Längstales und des Owen Valley’s und damit für über 3/4 der kalifornischen Bevölkerung und nahezu sämtlicher Landwirtschaft. Der Winter 2013/14 hatte bis Mitte Januar 2014 nur 7 % der üblichen Niederschlagsmenge in der Sierra gebracht, weswegen Gouverneur Jerry Brown den Wassernotstand ausrief. Für die Landwirtschaft wird eine Umstellung auf wassersparende Feldfrüchte erwartet, was zu Versorgungsproblemen und Preissteigerungen führen wird. (siehe Dürre in Kalifornien seit 2011)
Am 1. April 2015 weist die Sierra Nevada eine Schneedecke auf, die nur 5 % der Wassermenge wie im Schnitt von 1951 bis 2000 enthält.

## Flora & Fauna

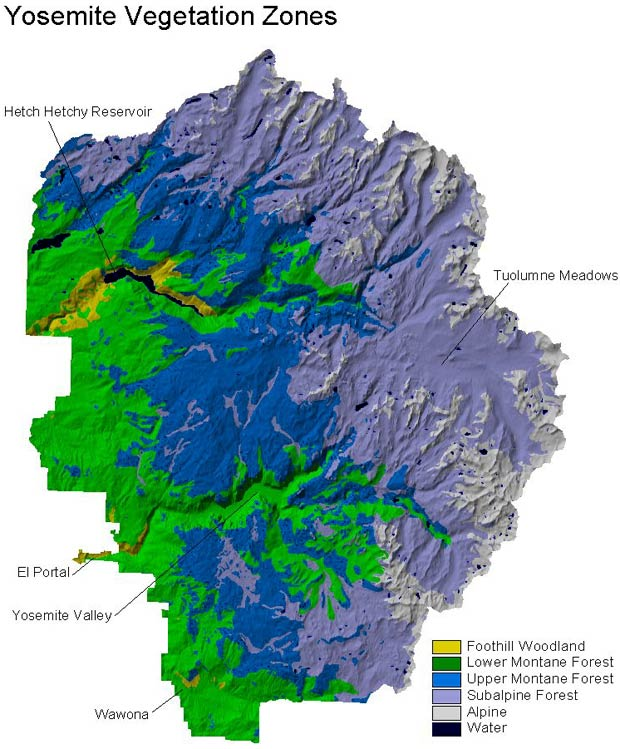
Karte der Vegetationsstufen im Yosemite National Park

Für die Sierra Nevada sind mindestens 1.300 Arten von Gefäßpflanzen bekannt, daneben zahlreiche Moose und Flechten. Weiterhin gibt es mindestens 450 Wirbeltierarten.

### Westliche Vegetationsstufen

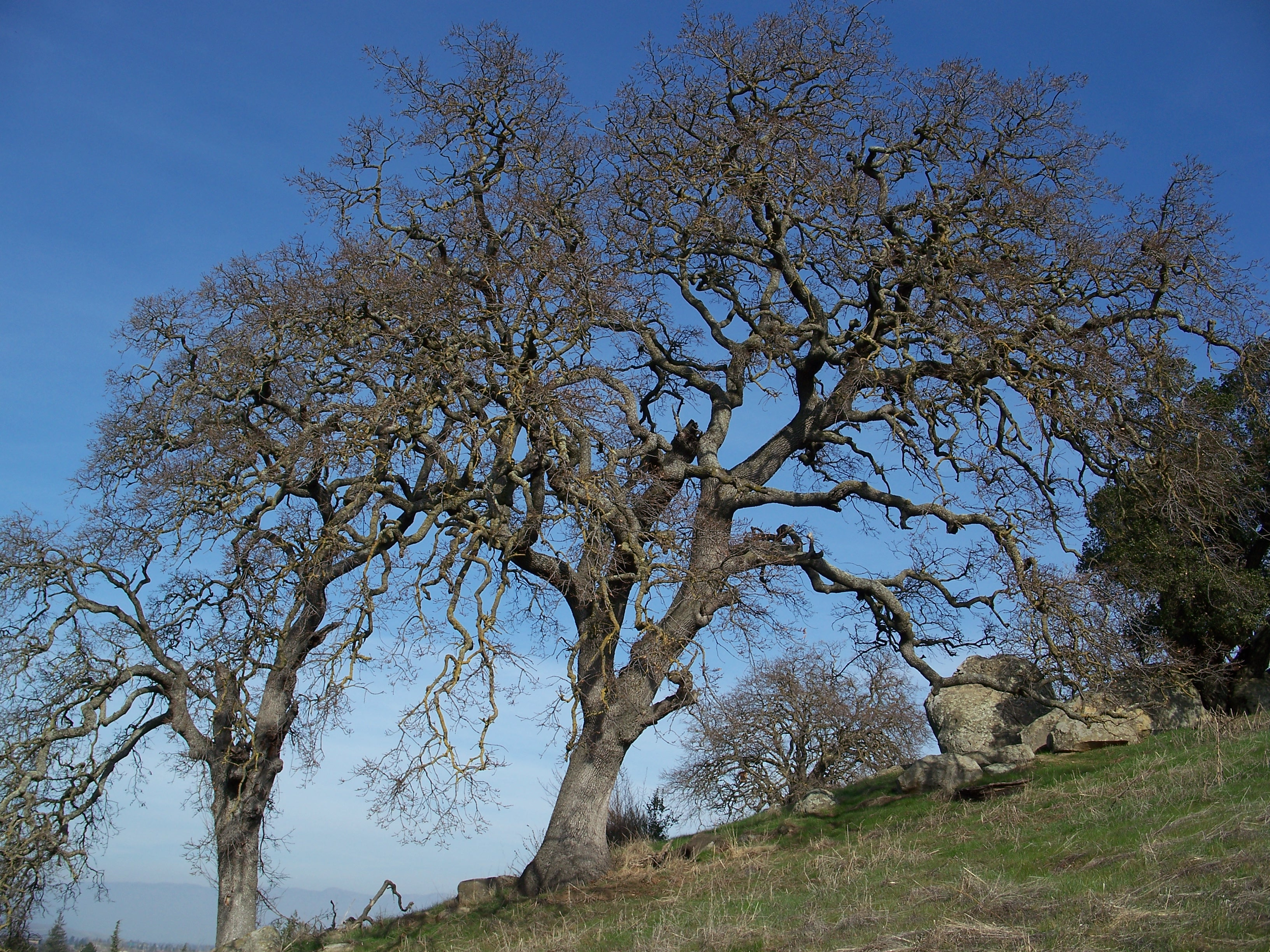
Blau-Eiche

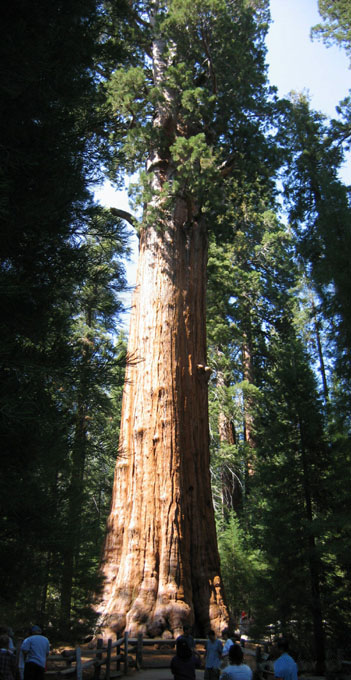
General Sherman Tree, ein Riesenmammutbaum im Sequoia National Park

Die niederschlagsreiche Westseite der Sierra Nevada kann in mehrere aufeinanderfolgende Vegetationsstufen unterteilt werden:
- Die Gebirgsausläufer reichen von etwa 60 bis etwa 1000 m Höhe, wo sie in Bergwälder übergehen. In dem hügeligen, von Sturzrinnen durchzogene Gebiet herrscht ein mediterranes Klima mit warmen, trockenen Sommern und kühlen, regenreichen Wintern. Die heutige Vegetation besteht aus Grasland, unter anderem aus Trespen, wildem Hafer und Schneckenklee. Die ursprüngliche Prärie-Vegetation, unter anderem aus Rispengräsern, wurde im 19. Jahrhundert durch Brandrodung und intensive Beweidung durch Rinder und Schafe zerstört und ist nur noch in Resten, wie im 634 Hektar großen Schutzgebiet der Jepson-Prärie erhalten bzw. wiederhergestellt.[8] Die höheren, nach Norden gerichteten und damit feuchteren Berghänge sind oft mit Wäldern aus kalifornischen Weiß-Kiefern bedeckt, dazu kommen Blau-Eichen und Kalifornische Weiß-Eichen. Die sonnigeren und damit trockeneren Hänge sind mit Chaparral bewachsen.Blau-Eiche
- Ab etwa 750 bis 1000 m beginnen die Bergwälder der unteren Lagen, die bis in eine Höhe von etwa 1800 m reichen. In dieser Zone herrschen gemäßigte Sommer und milde Winter vor, der dominierende Baum dieser Zone ist die Gelb-Kiefer, die in günstigen Lagen Durchmesser von bis zu 2,50 m und Höhen von über 60 m erreichen kann. Weitere, häufig vorkommende Bäume in den dichten Wäldern sind die Kalifornische Schwarzeiche, Weihrauchzedern, Zucker-Kiefern und Kolorado-Tannen. Die Waldzone ist durch tiefe Canyons geprägt, in denen auch Douglasien, Kalifornischer Lorbeer, Quercus chrysolepis und die Kalifornische Nusseibe wachsen.
- Die Wälder der Westhänge der Sierra Nevada sind der weltweit einzige natürliche Standort des Riesenmammutbaums, der dort in Hainen auf Höhen zwischen 1350 und 2500 m wächst. Auf einem etwa 420 km langen und über 20 km breiten Streifen am Westhang der Sierra Nevada gibt es noch etwa 70 dieser Riesenmammutbaumhaine. General Sherman Tree, ein Riesenmammutbaum im Sequoia National Park
- Ab einer Höhe von 1800 m geht der Wald in einen Wald aus Pracht-Tannen und Küsten-Kiefern über. In der nördlichen Sierra Nevada sind oft die Gipfel noch mit einem Bestand aus Pracht-Tannen bedeckt, die bis auf eine Höhe von 2700 Metern wachsen. Die dichten Pracht-Tannenwälder sind wesentlich schattiger und damit kühler als ihre Umgebung und bewirken somit ein anderes Mikroklima. Seltener wachsen in diesen Wäldern noch Küsten-Kiefern und westliche Weymouth-Kiefern. Der Unterwuchs besteht aus Säckelblumen (Ceanothus), Chrysolepis und Bärentrauben.
- In der subalpinen Zone oberhalb 2700 m bis zur Baumgrenze wachsen noch Berg-Hemlocktannen, Pracht-Tannen, Küsten-Kiefern und westliche Weymouth-Kiefern. An das Granitgestein angepasst wächst auch der Westamerikanische Wacholder. An Südhängen wächst die weißstämmige Kiefer noch bis auf 3300 m Höhe.
- In der Steinwüste der alpinen Zone oberhalb 3000 m Höhe wachsen nur wenige alpine Pflanzen. Bis auf eine Höhe von 3650 m erreicht die weißstämmige Kiefer eine Höhe von 50 cm. Auf der Ostseite wachsen verkrüppelte Exemplare von Berg-Hemlocktannen und Küsten-Kiefern bis auf etwa 3400 m. In isolierten Lagen nahe der Baumgrenze wächst in der südlichen Sierra Nevada die Fuchsschwanz-Kiefer.

### Östliche Vegetationsstufen
Die im Regenschatten liegenden östlichen Hänge der Sierra Nevada gehen in die Wüste des Großen Beckens über. Die oberen Vegetationsstufen im Osten der Sierra Nevada entsprechen denen der Westseite, sind allerdings in größere Höhenlage verschoben und sind durch den steilen Abbruch der Ostseite der Sierra Nevada wesentlich kompakter und weniger ausgeprägt. Von der alpinen Zone bis hin zur Halbwüste liegen stellenweise nur etwas mehr als drei Kilometer Luftlinie.
- An der Baumgrenze wächst noch ein Bergwald aus Küsten-Kiefern und weißstämmigen Kiefern. Der Bergwald der tieferen Lagen besteht aus Biegsamen Kiefern und Berghemlock-Tannen, in trockeneren Lagen schließlich aus Jeffrey-Kiefern und Prachttannen. Entlang der Bachläufe wächst die Amerikanische Zitterpappel, in trockeneren Lagen wächst Wüsten-Beifuß bis auf eine Höhe von 3000 m. Die Ausläufer der Sierra Nevada im Osten werden von der Einblättrigen Kiefer dominiert, dazu kommen Utah-Wacholder und Pinus edulis, bevor der Nadelwald schließlich in die Trockenvegetation des Großen Beckens übergeht.

### Fauna
Die dichten Bergwälder der Sierra Nevada sind Lebensraum für zahlreiche kleinere Säugetiere wie Streifenhörnchen, Goldmantel-Ziesel, Sierra-Taschenratten, Stummelschwanzhörnchen und Ursons. Ihre Jäger sind Hermeline, Langschwanzwiesel, Fichtenmarder und, wesentlich seltener, Fischermarder. Größere Säugetiere sind Maultierhirsche, Pumas, Rotluchse und Schwarzbären. In der alpinen Zone kommen Dickhornschafe, Pfeifhasen, Belding-Ziesel und Gelbbauchmurmeltiere vor. Zu den zahlreichen Vogelarten gehören Bartkauze, Virginia-Uhu, Kiefernhäher, Felsengebirgshühner und Bergwachteln. In den Seen, Flüssen und Bächen leben Ptychocheilus grandis, Mylopharodon conocephalus, Weißfische, Cottus gulosus, Catostomus occidentalis und Regenbogenforellen.

## Geschichte

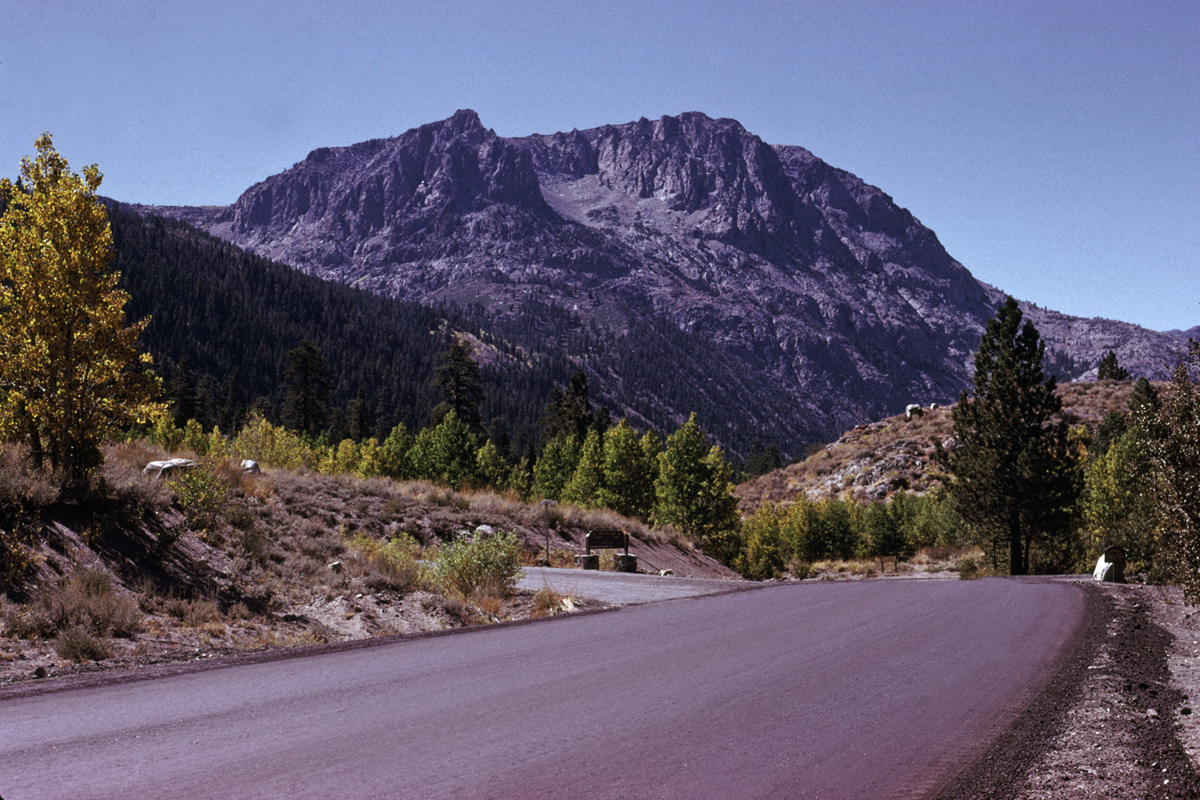
Sierra Nevada im September 1970

Ihren Namen erhielt die Sierra Nevada von der spanischen de Anza-Expedition, die 1776 Kalifornien erforschte. Der Franziskaner Pedro Font erblickte während der Expedition von einem Hügel nahe der Bucht von San Francisco hinter einer weiten, baumlosen Ebene eine mächtige, schneebedeckte Bergkette, die von Süd-Südost nach Nord-Nordwest verlief. In seinem Tagebuch und auf einer Kartenskizze vermerkte er als Bezeichnung Sierra Nevada.
Als erster Weißer, der die Sierra Nevada überquerte, gilt Jedediah Smith, der sie zusammen mit zwei Begleitern im Mai 1827 von West nach Ost über den Ebbetts Pass überquerte. Zwischen 1843 und 1844 erforschte John Charles Frémont wesentliche Teile des Gebirges. Durch den kalifornischen Goldrausch kamen Tausende Goldsucher in die Sierra Nevada. Der California Trail über den 2162 m hohen Donnerpass wurde im 19. Jahrhundert von tausenden Goldsuchern und Einwanderern benutzt. 1863 wurde mit dem Bau der Eisenbahnlinie der Central Pacific Route begonnen, die die Sierra Nevada über den Donner Pass überquerte. Später wurde mit der Feather River Route über den Beckwourth Pass eine weitere Eisenbahnlinie durch die Sierra Nevada gebaut.
Die Goldsucher hatten zahlreiche Wälder abgeholzt oder niedergebrannt, um nach Gold zu suchen und um Bauholz zu gewinnen. Die abgeholzten oder abgebrannten Flächen dienten in der Folgezeit als Weide für riesige Schaf- und Rinderherden. Gleichzeitig wurde in weiten Teilen der Sierra Nevada intensive Holzwirtschaft betrieben, bis ab 1890 mehrere Gesetze die Nutzung durch Land- und Forstwirtschaft reglementierten oder die Flächen unter Naturschutz gestellt wurden. Zum wichtigsten Naturschutzaktivisten für die Sierra Nevada wurde der aus Schottland stammende John Muir, der ab 1868 bis zu seinem Tod 1914 das Gebirge erforschte und es mit seinen Beschreibungen weltweit bekannt machte. Vom Wissenschaftler wurde Muir zu einem Pionier des Naturschutzes, der 1892 den Sierra Club gründete und sich erfolgreich für die Gründung der Nationalparks einsetzte. Als erstes Schutzgebiet wurde 1864 der Mariposa Grove gegründet, der 1906 im 1890 gegründeten Yosemite-Nationalpark aufging. In den 1890er Jahren erfolgte die Gründung des Sequoia und des General Grant Grove Nationalparks. Der General Grant Grove ging 1940 im Kings-Canyon-Nationalpark auf.

## Umwelt- und Naturschutz
Zu den aktuellen Gefahren für die Bergwelt der Sierra Nevada gehört die Luftverschmutzung in Kalifornien, besonders im San Joaquin Valley, die mit zum Absterben junger Kiefern und Riesenmammutbäume führt. Die Flüsse, die von der Sierra Nevada westwärts in das kalifornische Längstal flossen, verursachten während der Schneeschmelze oft schwere Überschwemmungen. Viele Flüsse wurden zum Hochwasserschutz aufgestaut und dienen nun zur Bewässerung, Wasserversorgung von Industrie und Haushalten in den Sommermonaten. Als Folge davon fließt immer weniger Wasser direkt über die Flüsse ins Meer, sondern es wird mindestens einmal verbraucht, bevor es ins Meer oder ins Grundwasser abfließt.

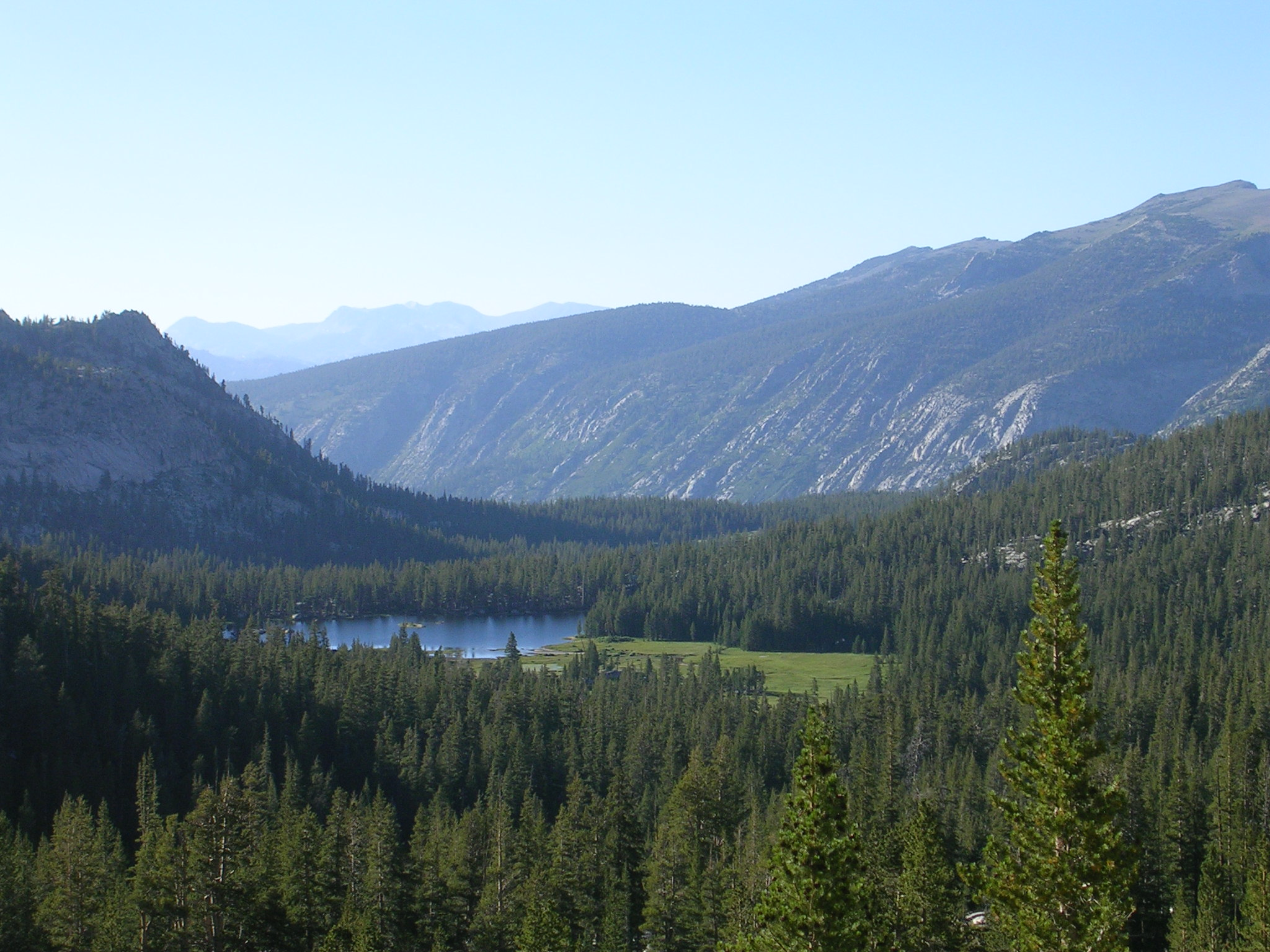
Grassy Lake in der John Muir Wilderness

### Schutzgebiete
Im Gebiet der Sierra Nevada befinden sich mit dem Yosemite-, dem Kings Canyon und dem Sequoia-Nationalpark drei Nationalparks, mit dem Devil’s Postpile ein National Monument, neun National Forests und zahlreiche State Parks. Das Hochgebirge der südlichen Sierra Nevada ist durch 20 zusammenhängende Wilderness Area wie die Ansel Adams Wilderness und die John Muir Wilderness geschützt.

## Tourismus
Die Nationalparks, vor allem der Yosemite-Nationalpark, sind im Sommer stark besuchte Ausflugsziele. Der Pacific Crest Trail und der John Muir Trail führen als Fernwanderwege durch das Gebirge. Das bekannteste der wegen des Schneereichtums zahlreichen Wintersportgebiete der Sierra Nevada ist Squaw Valley.